# میریانا جوکوویچ
میریانا جوکوویچ (سیریلیک صربی: Мирјана Јоковић؛ زادهٔ ۲۴ نوامبر ۱۹۶۷) یک هنرپیشه اهل صربستان است. وی از سال ۱۹۷۹ میلادی تاکنون مشغول فعالیت بوده‌است.
از فیلم‌ها یا برنامه‌های تلویزیونی که وی در آن نقش داشته‌است می‌توان به زیرزمین و در میدلتون اشاره کرد.